# 鴨脷洲海旁道
鴨脷洲海旁道（英語：Ap Lei Chau Praya Road）是位於香港南區鴨脷洲東面海旁，深灣對面的道路。
道路因配合南灣的落成，於2010年開始進行道路改善工程，美化鴨脷洲海旁道，並增設咪錶。
於2012年，鴨脷洲海旁道有一幅3萬餘呎的住宅土地，經政府主動招標售出，並由中國海外力壓其餘11家發展商中標，創出被譽為天價，甚至顛價成交，單是土地樓面呎價已超越深灣軒及海怡半島優質單位的呎價。
因應區內日益增加的泊車需求，於2013年，大幅增加私家車咪錶泊車位的數量，及新增設旅遊巴、貨車和電單車咪錶泊車位改善違例泊車的情況。
2013年2月，南灣創出兩項全香港的稅務記錄。南灣1座「天外天摩天大屋」獲買家以超過2億元的代價購入，單位以高達1億7千3百50萬成交，建築呎價高達44,339元，除了打破同區的呎價及分層金額記錄外，公司買家需付15%共約2,602.5萬元的額外印花稅（BSD）款，為BSD全香港個案新高。連同4.25%的印花稅，購買這個單位稅款高達3,340萬元，足夠購買一般豪宅。
除此以外，南灣當月更錄得原業主1年多勁賺2900萬元的二手成交，1座高層A（2545'）及B室（2363'）不連任何平台、天台、私人泳池，並不是南灣的特色單位，合共以1.43億元易手，代價僅次於1座及2座的兩間「天外天摩天大屋」。兩個單位可自製成為相連單位，室內面積冠絕同區，建築/實用面積共4,908/3,737方呎，建築/實用呎價約2.9萬/3.83萬元，並創出屋苑及香港仔區標準分層（即非特色單位）售價及呎價新高。同時，亦為全香港額外印花稅豁免金額新高，這宗交易以公司股份轉讓形式成交，所以買家成功豁免2145萬元BSD，為市場上最大宗豁免BSD金額的成交個案。

## 建築物
- 南區‧左岸（Marina South）
- 南灣（Larvotto）
- APIL137 住宅發展項目
- 寶山幼兒園（南灣商業部分）
- 政府官地的短期租約船廠

## 土地
- 道路雙號地段，除南灣外，另有一幅住宅土地於2012年3月由中國海外中標購入，地皮售價為25.38億元，按可建樓面22.98萬呎計算，其樓面地價高達11,044元，更刷新港島區分層住宅項目的樓面地價新高，媲美傳統豪宅區地價。超越同區深灣軒及海怡半島的優質單位呎價，呎價亦迫近南灣部分景觀較差的單位。同時，該地皮呎價更超越當年號稱「天價」的香港仔惠福道地皮深灣9號（每呎樓面地價達8,814元，曾經創下紀錄），但是次成交價相比當年還要高出25.3%，而且該地皮更需要按照2011年政府開始實施的10%發水限制，換言之，地皮的成交價實際遠高於惠福道，預計落成售價將打破同區豪宅南灣及深灣9號所創的記錄。
- 另外單號所有土地為官地，因清拆船廠故有不少空地，尚餘小量船廠，以3個月的短期租約形式租用。

## 交通
- 住客穿梭巴士HR87（來往南灣及黃竹坑站）
- 住客穿梭巴士HR87輔助線（來往南灣及香港仔）
- 住客穿梭巴士HR87輔助線（來往南灣及中環郵政總局 ）
- 住客穿梭巴士HR87輔助線（來往南灣及香港仔東勝道香島大廈）

## 公共設施
- 碼頭
- 私家車咪錶
- 電單車咪錶
- 旅遊巴咪錶
- 貨車咪錶

## 交匯道路
- 鴨脷洲徑